# The Pineapple Thief
I Pineapple Thief sono gruppo musicale rock progressivo britannico formatosi nel 1999 a Yeovil, su iniziativa del frontman Bruce Soord, in seguito allo scioglimento del suo primo gruppo, i Vulgar Unicorn.

## Storia

### Gli inizi
Il fondatore Bruce Soord creò la band per dare uno sbocco alla sua creatività, nel 1999. Soord pubblicò il debutto Abducting the Unicorn su Cyclops Records, che creò abbastanza interesse da stabilire una piccola ma fedele base di fan, ma fu con il terzo album, Variations on a Dream, che raggiunse il successo.
Nella primavera del 2002 Soord decise a quel punto di cambiare la line up: la nuova band era composta dai suoi amici musicisti più stretti: l'ex compagno di band universitario Jon Sykes al basso, Wayne Higgins alle chitarre, Matt O'Leary alle tastiere e Keith Harrison alla batteria. Nel 2005 Matt O'Leary  lasciò la band, e Steve Kitch (che co-produsse e mixò 10 Stories Down) si unì per suonare le tastiere.
Dopo l'uscita di Little Man nel 2006, la band pubblicò What We Have Sown alla fine del 2007 come ultima pubblicazione dei Cyclops prima di firmare per la Kscope, una divisione della Snapper Music.
Nel 2007 la musica di The Pineapple Thief è apparsa nell'episodio finale dello show di MTV The Hills. La canzone 'Bucaneve' può essere ascoltata nell'episodio 28 della prima stagione.
Wayne Higgins ha poi lasciato la band nel marzo 2008, ma il gruppo ha continuato come un live act di quattro elementi per alcuni anni.

### Gli anni della Kscope
Nel maggio 2008, The Pineapple Thief ha contribuito a rilanciare l'etichetta Kscope con l'album Tightly Unwound, che fu promosso da vari concerti al Witchwood di Manchester il 17 maggio 2008 e al Water Rats Theatre di Londra il 22 maggio 2008.
Lo stesso giorno dell'uscita dell'album, un mini-documentario girato all'Half Moon di Londra, è stato pubblicato attraverso il sito web della band, con interviste e due tracce live esclusive.

## Formazione

### Attuale
- Bruce Soord – voce, chitarra, tastiera (1999-presente)
- Beren Matthews – chitarra, voce (2021-presente)
- Jon Sykes – basso, voce (2002-presente)
- Steve Kitch – tastiera, sintetizzatore, pianoforte (2005-presente)
- Gavin Harrison  – batteria (2016-presente)

### Ex componenti
- Wayne Higgins – chitarra, voce (2002-2008)
- Keith Harrison – batteria, voce (2002-2013)
- Matt O'Leary – tastiera (2002-2005)
- Dan Osborne – batteria, voce (2013-2016)

#### Ex turnisti
- Darran Charles – chitarra, voce (2014-2017)
- George Marios – chitarra, voce (2018-2021)

## Discografia
- 1999 – Abducting the Unicorn
- 2001 – 137
- 2003 – Variations on a Dream
- 2005 – 10 Stories Down
- 2006 – Little Man
- 2007 – What We Have Sown
- 2008 – Tightly Unwound
- 2010 – Someone Here Is Missing
- 2012 – All The Wars
- 2014 – Magnolia
- 2016 – Your Wilderness
- 2018 – Dissolution
- 2020 – Versions of the Truth
- 2022 – Give It Back
- 2024 – It Leads To This